# Артемьев, Игорь Юрьевич
И́горь Ю́рьевич Арте́мьев (род. 27 ноября 1961, Ленинград) — российский политический и государственный деятель. Президент АО «Санкт-Петербургская международная товарно-сырьевая биржа» с 3 ноября 2023 года.
Руководитель Федеральной антимонопольной службы (10 марта 2004 — 11 ноября 2020). Помощник Председателя Правительства Российской Федерации с 11 ноября 2020 по 3 ноября 2023. Действительный государственный советник Российской Федерации 1-го класса (2009).
Член Политкомитета Российской Демократической партии «Яблоко». Президент Федерации регби России с 2017 года.

## Биография
Отец — рабочий, мать — инженер. Учился в ленинградских школах № 240 и № 254, играл в юношеской сборной Ленинграда по регби.
В 1983 году окончил биолого-почвенный факультет Ленинградского государственного университета, аспирантуру при кафедре анатомии и физиологии Ленинградского государственного педагогического института им. А. И. Герцена. Кандидат биологических наук. С 1986 года — ассистент, с 1990 года — доцент этой кафедры.
В политике с 1989 года. В 1990 году был избран депутатом Ленсовета, был председателем комиссии по экологии и городскому хозяйству. Возглавлял Региональную партию центра, ставшую затем основой петербургской организации «Яблоко».
В 1994 году Артемьев был избран в законодательное собрание Санкт-Петербурга от объединения «Любимый город». С 1994 года — председатель комиссии по городскому хозяйству, председатель координационной группы по бюджету и финансам Законодательного собрания Санкт-Петербурга. Автор многочисленных законов Санкт-Петербурга в области избирательного права, бюджетного процесса, налогообложения, политики заимствований и налоговых льгот, финансирования городского хозяйства и экологии.
В 1996 году назначен первым вице-губернатором и председателем Комитета финансов Администрации Санкт-Петербурга.
В 1998 году получил второе высшее образование, окончив юридический факультет Санкт-Петербургского государственного университета.
В январе 1999 года Артемьев ушёл в отставку в соответствии с решением партии «Яблоко» о разрыве политического союза с губернатором В. Яковлевым. В феврале 1999 года был избран заместителем председателя «Яблока». В 1999 году — руководитель Фонда экономических и политических исследований «ЭПИЦентр — Санкт-Петербург».
В декабре 1999 года стал депутатом Государственной Думы России третьего созыва. Заместитель председателя фракции «Яблоко», заместитель председателя Комитета по кредитным организациям и финансовым рынкам.
Является одним из авторов альтернативных бюджетов Российской Федерации, предложенных в 1999 — 2003 годах партией «Яблоко» к проектам федеральных бюджетов на 2000—2004 годы, некоторые положения которых были учтены правительством РФ.
В 2000 году баллотировался на пост губернатора Санкт-Петербурга, занял второе место, набрав 14,68 % голосов.
С 10 марта 2004 года — руководитель Федеральной антимонопольной службы, на должность назначен распоряжением правительства М. Е. Фрадкова.
Автор 43 научных статей и изобретений, 6 монографий по вопросам бюджета и экономики. Входит в редакционный совет издания книг: «Конкурентная Россия» (2004), «Битва за конкуренцию» (2009), «Конкурентное право России» (2012). Ежегодно представляет в правительство РФ «Доклад о состоянии конкуренции в Российской Федерации».
Членство в экспертных органах:
- член правительственной комиссии по контролю за осуществлением иностранных инвестиций в Российской Федерации;
- член координационного комитета Международной конкурентной сети (МКС);
- заведующий кафедрой Федеральной антимонопольной службы при ГУ Высшая школа экономики, профессор;
- член правительственной комиссии по вопросам конкуренции и развития малого и среднего предпринимательства;
- член правительственной комиссии по проведению административной реформы;
- член государственной комиссии по противодействию незаконному обороту промышленной продукции[17].

С 2017 года — президент Федерации регби России, председатель Попечительского совета регби-клуба ЦСКА.
11 ноября 2020 года Игорь Артемьев был снят с должности главы ФАС и стал помощником премьер-министра Михаила Мишустина. Новым руководителем ФАС стал бывший вице-губернатор Санкт-Петербурга Максим Шаскольский.
3 ноября 2023 года Михаил Мишустин подписал распоряжение об освобождении Артемьева от должности по его просьбе. 3 ноября экс-глава ФАС возглавил Санкт-Петербургскую международную товарно-сырьевую биржу.

## Деятельность
С 2004 года при непосредственном участии Артемьева сформировано правовое поле, в рамках которого осуществляет свою деятельность ФАС России: ФЗ «О естественных монополиях», ФЗ «Об иностранных инвестициях в Российской Федерации», ФЗ «О рекламе», ФЗ «О защите конкуренции», ФЗ «О порядке осуществления иностранных инвестиций в хозяйственные общества, имеющие стратегическое значение для обеспечения обороны страны и безопасности государства», ФЗ «Об энергосбережении и повышении энергетической эффективности», ФЗ «Об основах государственного регулирования торговой деятельности в Российской Федерации», ФЗ «Об организации предоставления государственных и муниципальных услуг», ФЗ «О государственном оборонном заказе», ФЗ «О контрактной системе в сфере закупок товаров, работ, услуг для обеспечения государственных и муниципальных нужд», ФЗ «О естественных монополиях», ФЗ «Об электроэнергетике», ФЗ «Об особенностях функционирования электроэнергетики и о внесении изменений в некоторые законодательные акты Российской Федерации и признании утратившими силу некоторых законодательных актов Российской Федерации в связи с принятием Федерального закона „Об электроэнергетике“», ФЗ «О связи», ФЗ «О почтовой связи», ФЗ «О газоснабжении в Российской Федерации», ФЗ «О теплоснабжении», ФЗ «Об основах регулирования тарифов организаций коммунального комплекса», ФЗ «Об отходах производства и потребления», ФЗ «О водоснабжении и водоотведении», ФЗ «О морских портах в Российской Федерации и о внесении изменений в отдельные законодательные акты Российской Федерации», ФЗ «О железнодорожном транспорте в Российской Федерации», ФЗ «Устав железнодорожного транспорта Российской Федерации», ФЗ «Об обращении лекарственных средств», ФЗ «О Государственной автоматизированной информационной системе „ЭРА-ГЛОНАСС“», ФЗ «Об обращении с радиоактивными отходами и о внесении изменений в отдельные законодательные акты Российской Федерации», ФЗ «О закупках товаров, работ, услуг отдельными видами юридических лиц», некоторые статьи земельного, лесного и водного кодексов, многочисленные постановления правительства РФ в сфере антимонопольного регулирования и т. д.
С принятием «первого» и «второго» пакетов антимонопольных законов существенно изменилось правовое поле, которое не менялось с 1991 года, а правила игры на рынке стали более понятными и прозрачными для её участников.
Первый пакет антимонопольных законов
Закон ввел понятия коллективного доминирования, когда 2—3 компании, занимающие на рынке более 50 %, могут быть признаны доминирующими, уточнил понятие соглашений и согласованных действий, установил исчерпывающий перечень разрешенных видов государственной помощи, отменил предварительный тотальный контроль приобретения акций свыше 20%-го пакета.
Второй антимонопольный пакет законов
Поправки в закон уточнили положений закона о порядке предоставления государственных и муниципальных преференций, определили параметры правил недискриминационного доступа к товарам и услугам, производимым (реализуемым) субъектами естественных монополий; уточнили положений статьи 11 Закона о защите конкуренции в части её применения к «вертикальным» соглашениям хозяйствующих субъектов; определили порядок проведения антимонопольными органами проверок соблюдения антимонопольного законодательства. С принятием этих поправок в закон «О защите конкуренции» (недоступная ссылка) были повышены пороговые значения активов организаций (их групп лиц) или их оборота для целей осуществления контроля экономической концентрации (предварительное согласование в случае, если суммарная стоимость активов приобретателя превышает 7 млрд руб. (в настоящее время 3 млрд руб.) или оборот такого лица превышает 10 млрд руб. (в настоящее время 6 млрд руб.)). Также были детализированы процессуальные требования по рассмотрению дел о нарушении антимонопольного законодательства и пр.
Третий антимонопольный пакет законов
Основные изменения направлены на уточнение требований к антиконкурентным соглашениям и согласованным действиям, уточнение критериев монопольно высокой цены и закрепление права Правительства Российской Федерации определять правила недискриминационного доступа к объектам инфраструктуры товарных рынков в сферах естественных монополий, а также на уточнение порядка осуществления государственного контроля за экономической концентрацией и порядка рассмотрения дел о нарушении антимонопольного законодательства.
Четвёртый антимонопольный пакет законов
С 1 января 2016г вступил в силу Федеральный закон от 5 октября 2015 г. № 275-ФЗ «О внесении изменений в Федеральный закон „О защите конкуренции“ и отдельные законодательные акты Российской Федерации» («четвертый антимонопольный пакет законов»). Документ содержит комплекс мер, направленных на либерализацию и совершенствование антимонопольного законодательства в России. В частности, предусмотрено расширение сферы применения института предупреждения о прекращении действий (бездействия), которые содержат признаки нарушения антимонопольного законодательства, за счет распространения его на действия органов государственной власти и органов местного самоуправления, недобросовестную конкуренцию и дискриминацию.
В результате значительно возросло количество выданных предупреждений — с 1423 в 2012 году, 2362 в 2015 году до 5486 в 2016 году. Большая часть выданных предупреждений исполняется до возбуждения антимонопольного дела — в 2016 году этот показатель составил 76,8 %. Это означает, что большое количество нарушений на рынке устраняется компаниями и органами власти добровольно, а нарушенные права восстанавливаются быстрее.
Отказ от «дел дачников» позволил ФАС России сосредоточиться на нарушениях, имеющих значение для защиты и развития конкуренции в целом, прав предпринимателей и неопределенного круг потребителей. Количество возбужденных дел сократилось в 2016 году на 60 % по сравнению с 2015 годом".
Кроме того, «четвертый антимонопольный пакет законов» отменил норму о возможности признания доминирующим положения хозяйствующего субъекта, доля которого на определённом товарном рынке менее 35 %, и исключено ведение реестра лиц, имеющих долю на товарном рынке свыше 35 %.
Антимонопольная служба заявляла в правоохранительные органы о сговорах на рынках энергетического угля, соли, хлора, продуктов питания.
Значительно усилился антимонопольный контроль за деятельностью органов государственной власти всех уровней и контроль за экономической концентрацией на рынках. Вместе с тем произошло устранение и снятие лишних административных барьеров, которые препятствуют развитию бизнеса в России.
Результатом деятельности Рабочей группы в рамках Правительственной Комиссии по проведению административной реформы в РФ, в состав которой входит И. Артемьев, стали решения Правительственной комиссии по проведению административной реформы и Правительства Российской Федерации в области оптимизации функций и полномочий органов исполнительной власти в сферах сельского хозяйства, образования, строительства, здравоохранения, технического регулирования, транспорта и связи, в целях совершенствования государственного управления, а также по оптимизации состава государственного имущества и обеспечения эффективности управления государственным сектором экономики.
Под непосредственным руководством Артемьева был подготовлен проект Федерального закона «О внесении изменений в Федеральный закон „О порядке осуществления иностранных инвестиций в хозяйственные общества, имеющие стратегическое значение для обеспечения обороны страны и безопасности государства“».
С принятием закона «Об иностранных инвестициях…» были определены виды деятельности, участие иностранного капитала в которых требует прохождение установленной законом процедуры предварительного согласования с Правительственной комиссией, что имеет прямую связь с улучшением инвестиционного климата в стране (оборотные штрафы, снятие административных барьеров и т. д.).
При участии ФАС России и Артемьева создан «Портал госзакупок» в Интернете, а сайт torgi.gov.ru с января 2012 года стал официальным сайтом в России для размещения информации о проведении торгов на предоставление земельных участков, лесных участков, участков недр, на право заключения охотхозяйственных соглашений.
Во время работы Артемьева внесены на рассмотрение, подписаны поправки закон о рекламе.
В 2011 году Артемьев учредил электронный научно-практический журнал «Российское конкурентное право и экономика» в целях адвокатирования конкуренции, инициирования научных исследований в области правовой защиты конкуренции и функционирования товарных рынков, а также пропаганды целей, стратегии и методов реализации государственной политики в области защиты конкуренции, разъяснения роли антимонопольных органов в обеспечении защиты конкуренции.
На протяжении всей деятельности в ФАС России Артемьев прикладывает большие усилия для усиления взаимодействия с общественными институтами. В частности, ФАС России реализует программу по внедрению консультационных механизмов, включающую создание сети общественно-консультативных советов (ОКС) при антимонопольных органах. Особую активность эта деятельность приобрела в 2008 году, и на сегодняшний день сформированы составы советов при всех 82 территориальных управлениях и центральном аппарате.
Артемьев принимал участие в разработке законов для Единого экономического пространства Республики Беларусь, Республики Казахстан и Российской Федерации.
Начиная с 2005 года, ФАС России включена в Рейтинг эффективности конкурентных ведомств, публикуемых независимым международным изданием «Всемирный обзор по конкуренции» («Global Competition Review»). В 2006 году российское конкурентное ведомство разделило 36—38 места из 38 возможных, в 2011 году ФАС России занимает уже с отметкой роста эффективности. В 2012 году ФАС России заняла место в диапазоне с 17 по 30 и получила оценку «хорошо», что ставит ведомство в один ряд в Рейтинге с конкурентными ведомствами таких стран, как Австрия, Бразилия, Норвегия, Швейцария и др.
В мае 2007 года по инициативе ФАС России в Москве прошла Шестая конференция Международной конкурентной сети, участие в которой приняли руководители конкурентных ведомств более чем 90 стран мира и международных организаций, работу по проведению которой возглавил Артемьев. Конференция явилась важнейшим международным мероприятием в области конкурентной политики. ФАС России является действующим членом Координационного комитета Международной конкурентной сети.
Артемьев принимал участие в официальных международных форумах и заседаниях таких организаций, как ОЭСР, Комиссия ЕС, АТЭС, ЮНКТАД, где выступал с докладами и проводил переговоры по вопросам конкурентной политики.
ФАС России первой из федеральных органов исполнительной власти прошла весь цикл, предусмотренный Дорожной картой по присоединению Российской Федерации к ОЭСР.

## Оценка деятельности
В настоящее время в публичном дискурсе представлены две оценки деятельности Игоря Артемьева, связанные с ролью возглавляемой им Федеральной антимонопольной службы.

### Положительная оценка
Признание успехов деятельности Игоря Артемьева на посту главы ФАС проявляется как в получении им ряда профессиональных наград, так и в положительных оценках, высказываемых в его адрес как со стороны государственных деятелей, так и со стороны гражданского общества Российской Федерации.

В совместном поздравлении основателя партии «Яблоко» Григория Явлинского и председателя «Яблока» Николая Рыбакова дана следующая оценка деятельности Артемьева:
Ваша работа на высоком государственном посту — не только признание Вашей квалификации, но и утверждение того, что может сделать честный человек, ответственный политик во власти.
24 февраля 2011 года экспертный совет «РБК» в рамках международной премии «Персона года» выбрал Артемьева победителем в номинации «Персона в госуправлении».
В рейтинге антимонопольных служб «Global Competition Review» ФАС России имеет оценку «хорошо». По итогам 2014 года в Рейтинг GCR вошли всего 36 конкурентных ведомств мира из 145 существующих. В число оцениваемых GCR конкурентных ведомств ФАС России входит с 2005 года. По мнению экспертов, столь высокая оценка вызвана тем, что указанное издание оценивает количественные показатели, а также опирается на мнение опрошенных юристов.

### Негативная оценка
Особо бурные дискуссии развернулись у руководителя ФАС с экспертным, научным и предпринимательским сообществом вокруг т. н. «четвертого антимонопольного пакета», который 7 раз возвращался Правительством на доработку. Такая активность стала поводом для критики. По мнению экспертов издания Ведомости, зачастую проверки возбуждались по анонимным заявлениям, либо по сфабрикованным самими сотрудниками ФАС.
Целый ряд дел было возбуждено в интересах алкогольного и табачного лобби. ФАС отменяла решения региональных и местных властей по ограничению продаж «энергетиков», продаж алкоголя в период стихийных бедствий и на школьных выпускных. Впоследствии эти решения ФАС суды признавали незаконными.
Неудовольствие реализацией закона о контрактной системе № 44-ФЗ также высказывал первый заместитель председателя правительства России Игорь Шувалов. По мнению И. Шувалова, создать прозрачную систему закупок не удалось. Контрактная система не достигла своих целей, полагает и первый проректор НИУ ВШЭ Александр Шамрин. Институты содержательного контроля не заработали, эффективность госзакупок не оценивается и даже общественный контроль не дает ожидаемой эффективности.
На съезде «Деловой России» в мае 2015 года предприниматели пожаловались Владимиру Путину на то, что Артемьев и руководимая им служба преследует малый и средний бизнес — только 11 % дел возбуждается против крупных компаний, а против малого бизнеса — 36 % дел. При этом ФАС возбуждает дел больше всех стран мира, вместе взятых. В июне 2015 года на Петербургском экономическом форуме предприниматели пожаловались президенту на то, что ФАС преследует средние инновационные и промышленные предприятия и несырьевых экспортеров.

## Личная жизнь
Игорь Артемьев женат, у него четверо детей.
Активно занимается спортом — футболом, регби и теннисом. Увлекается туризмом.
Председатель Высшего совета Федерации регби России.

## Классный чин
- Действительный государственный советник Российской Федерации 1 класса (30 марта 2009 года)[70].

## Награды
- Орден «За заслуги перед Отечеством» III степени (17 ноября 2016 года) — за большой вклад в проведении государственной политики в области развития конкуренции, предупреждения, ограничения, пресечения монополистической деятельности и многолетнюю добросовестную работу[6][71];
- Орден «За заслуги перед Отечеством» IV степени (22 ноября 2011 года) — за большой личный вклад в проведение государственной политики в области развития конкуренции и пресечения монополистической деятельности[72];
- Медаль В память 300-летия Санкт-Петербурга (19 февраля 2003 года);
- Медаль В память 1000-летия Казани (30 июня 2006 года);
- Почётная грамота Правительства Российской Федерации (27 ноября 2009 года);
- Орден РПЦ святого благоверного князя Даниила Московского III степени (7 апреля 2012 года) — во внимание к помощи Русской Православной Церкви и в связи с 50-летием со дня рождения[73];
- Заслуженный экономист Российской Федерации (16 декабря 2009 года) — за заслуги в области экономики и финансовой деятельности[74];
- Отличник физической культуры и спорта (Министерство спорта Российской Федерации, 25 ноября 2011 года) — за заслуги в развитии физической культуры и спорта, многолетний плодотворный труд и в связи с 50-летием со дня рождения[75].
- Медаль Столыпина П. А. I степени (21 марта 2019 года) — за большой вклад в проведение экономической политики государства и многолетнюю безупречную государственную службу[76]
- Почётная грамота Совета Министров Республики Беларусь (25 мая 2018 года) — за значительный личный вклад в укрепление сотрудничества между Республикой Беларусь и Российской Федерацией в области обороны и развития конкуренции[77]
- Почётная грамота Министерства обороны Российской Федерации (15 мая 2021 года).
- Орден Почёта (15 декабря 2021 года)[78]
- Медаль «За вклад в развитие Евразийского экономического союза» (29 мая 2019 года, Высший Евразийский экономический совет)[79]
- Грамота Содружества Независимых Государств (3 сентября 2011 года, Совет глав государств СНГ) — за активную работу по укреплению и развитию Содружества Независимых Государств[80].